# Baie de Buor-Khaya
La baie de Buor-Khaya (en russe : Губа Буор-Хая) se situe en mer des Laptev au nord de la Russie. En forme de triangle renversé, la baie est profonde de 149 km et sa plus grande largeur est de 113 km, à son débouché sur le large. Au nord-nord-ouest 
de la baie, se situe l'impressionnant  delta de la Léna.